# الجد (وشحة)

تعديل مصدري - تعديل

الجد هي إحدى قرى عزلة ضاعن بمديرية وشحة التابعة لمحافظة حجة، بلغ تعداد سكانها 195 نسمة حسب تعداد اليمن لعام 2004.